# Isotype (pictogramme)
Pour l’article homonyme, voir Isotype.

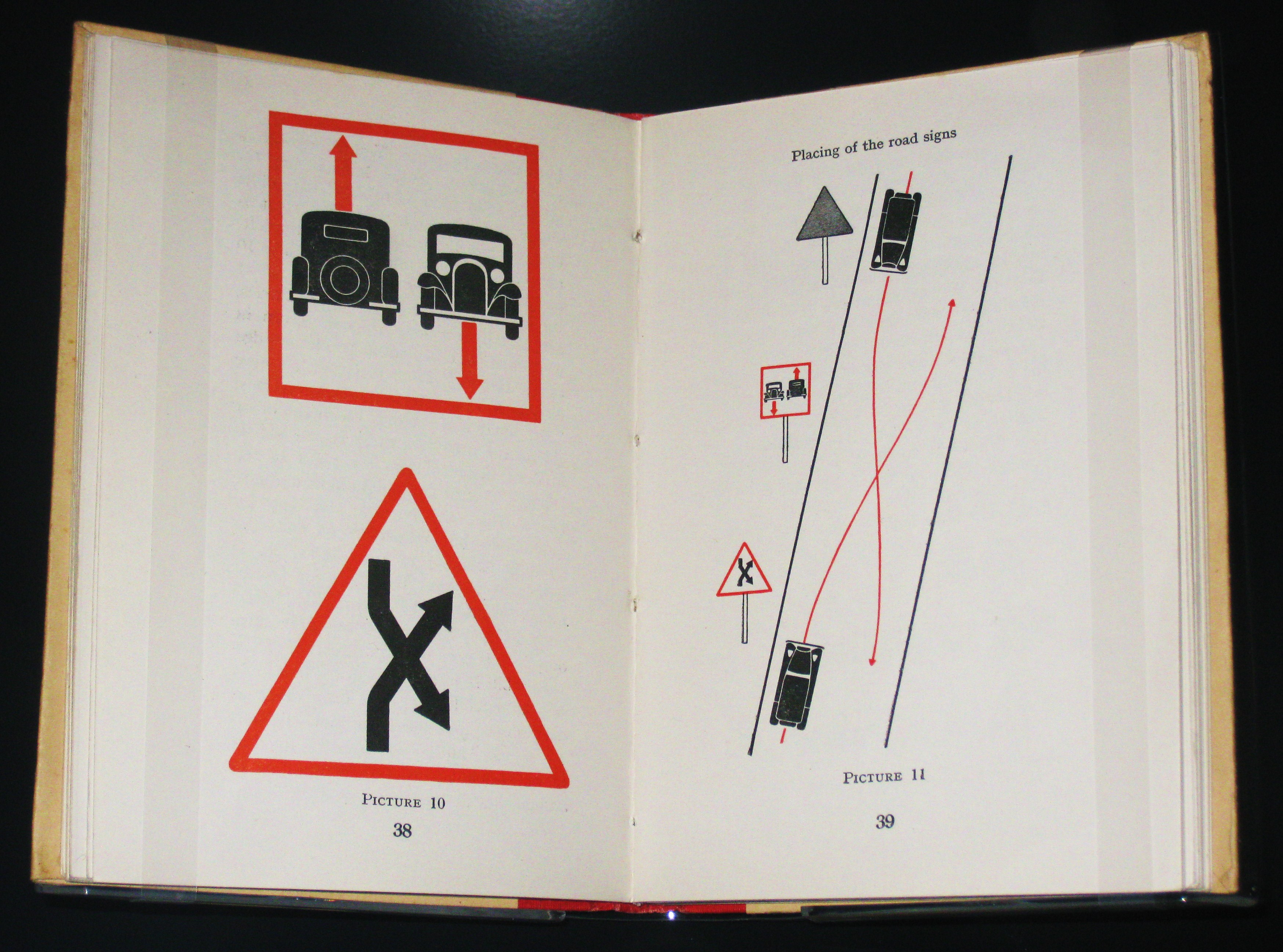
Extrait de Basic by Isotype de Neurath, 1937.

L'Isotype (en anglais : International System Of TYpographic Picture Education, litt. « Système international d'éducation par les images typographiques ») est un langage visuel international créé à partir de 1925 par le philosophe autrichien Otto Neurath (1882–1945), la graphiste allemande Marie Neurath (née Reidemeister, 1898–1986) et l'artiste graphiste allemand Gerd Arntz (1900–1988). 

## Étymologie
Les travaux de Neurath et Arntz sont dans un premier temps connus sous le nom de « méthode de Vienne pour les statistiques visuelles » (Wiener Methode der Bildstatistik). En 1934, le projet se délocalise à La Haye après la guerre civile autrichienne ; l'acronyme ISOTYPE est trouvé par Marie Reidemeister pour désigner leurs activités.

## Concepts
La devise du projet, « Les mots divisent, les images unissent », est le point de départ pour la création d'un nouveau langage se voulant simple, universel et non verbal. L'intention initiale de Neurath était d'utiliser ce langage pour l'éducation des enfants, mais il s'est par la suite popularisé dans le domaine de la signalisation publique et de l'information graphique. Gerd Arntz a conçu pour ce langage plus de 4 000 pictogrammes dont certains ont inspiré directement des pictogrammes très courants aujourd'hui. Les pictogrammes présentent souvent des tracés simples et des lignes épurées qui indiquent l'influence de l'esthétique du Bauhaus. L'Isotype n'est pas sans rappeler le projet Geoscope de Buckminster Fuller, avec lequel il partage des objectifs communs.

## Utilisation
Neurath a appliqué cette méthode dans son livre Modern Man in the Making (A. Knopf, 1939). Il y présente sous forme graphique des statistiques montrant l'évolution des modes de vie dans le monde au fil du temps. L'objectif est de « retracer l'origine de l'homme moderne et d'en dépeindre les comportements et les réussites sans faire appel à aucune théorie sociale ou économique ».
Peu après le décès d’Otto Neurath, Marie Neurath publie la série The Visual History of Mankind (sur laquelle ils avaient commencé à travailler ensemble) : il s’agit de livres de jeunesse, destinés à initier le jeune public à la lecture et à l’analyse d’explications présentées sous forme graphique. Ces ouvrages sont bien reçus par le milieu éducatif britannique et international, qui salue la clarté et la simplicité des illustrations.

## Publications
- From Hieroglyphics to Isotype: A Visual Autobiography
- 1939 : Modern Man in the Making, A. Knopf
- 1948 : The Visual History of Mankind, Adprint, série de trois volumes
  - Living in Early Times
  - Living in Villages and Towns
  - Living in the World